# Puhacivka, Korosten
Puhacivka (în ucraineană Пугачівка) este un sat în comuna Ușomîr din raionul Korosten, regiunea Jîtomîr, Ucraina.

## Demografie
Componența lingvistică a localității Puhacivka
     Ucraineană (98,45%)
     Rusă (1,04%)
     Alte limbi (0,52%)
Conform recensământului din 2001, majoritatea populației localității Puhacivka era vorbitoare de ucraineană (98,45%), existând în minoritate și vorbitori de rusă (1,04%).